# Ngô Anh Kiệt
Ngô Anh Kiệt (tiếng Trung: 吴英杰; bính âm: Wu Yingjie; sinh tháng 12 năm 1956) là chính khách nước Cộng hòa Nhân dân Trung Hoa. Ông là Ủy viên Ủy ban Trung ương Đảng Cộng sản Trung Quốc khóa XIX, nguyên là Bí thư Khu ủy Khu tự trị Tây Tạng, Bí thư thứ nhất Đảng ủy Quân khu Tây Tạng. Ngô Anh Kiệt gần như dành cả sự nghiệp chính trị ở Tây Tạng, lần lượt trải qua các chức vụ Giám đốc Sở Giáo dục Khu tự trị Tây Tạng, Phó Chủ tịch Chính phủ nhân dân Khu tự trị Tây Tạng, Trưởng Ban Tuyên truyền Khu ủy Khu tự trị Tây Tạng và Phó Bí thư Khu ủy Khu tự trị Tây Tạng.

## Tiểu sử

### Thân thế
Ngô Anh Kiệt là người Hán sinh tháng 12 năm 1956, người Xương Ấp, tỉnh Sơn Đông.

### Giáo dục
Tháng 9 năm 1979 đến tháng 8 năm 1983, Ngô Anh Kiệt theo học chuyên ngành văn học ngôn ngữ Hán khoa ngữ văn tại Học viện Dân tộc Tây Tạng nay thuộc Đại học Dân tộc Tây Tạng.
Tháng 3 năm 2000 đến tháng 1 năm 2003, ông theo học chuyên ngành lịch sử Đảng Cộng sản Trung Quốc, lớp nghiên cứu sinh tại chức, Viện Nghiên cứu sinh thuộc Trường Đảng Trung ương Đảng Cộng sản Trung Quốc.

### Sự nghiệp
Tháng 10 năm 1974, thời kỳ Cách mạng Văn hóa, Ngô Anh Kiệt là thanh niên trí thức của nông trường giống gia súc Địa khu Lâm Chi, Khu tự trị Tây Tạng. Tháng 10 năm 1977, ông về làm công nhân viên chức nhà máy điện ở ngoại ô phía Tây Lhasa, Khu tự trị Tây Tạng.
Tháng 8 năm 1983, sau khi tốt nghiệp, Ngô Anh Kiệt về làm cán bộ phòng giáo dục phổ thông, Sở Giáo dục Khu tự trị Tây Tạng. Tháng 4 năm 1987, ông được bổ nhiệm làm Phó phòng Giáo dục tiểu học và trung học, Ủy ban Khoa học kỹ thuật giáo dục Khu tự trị Tây Tạng kiêm Phó Chủ nhiệm Văn phòng Viện trợ tiếp thụ. Tháng 5 năm 1987, Ngô Anh Kiệt gia nhập Đảng Cộng sản Trung Quốc.
Tháng 3 năm 1993, ông được bổ nhiệm làm Chủ nhiệm Văn phòng Viện trợ tiếp thụ, Ủy ban Giáo dục Khu tự trị Tây Tạng. Tháng 10 năm 1994, ông được bổ nhiệm giữ chức Phó Chủ nhiệm Ủy ban Giáo dục Khu tự trị Tây Tạng. Tháng 5 năm 1998, bổ nhiệm giữ chức vụ Phó Bí thư Ủy ban Công tác Giáo dục Khu tự trị Tây Tạng, Phó Chủ nhiệm Ủy ban Giáo dục Khu tự trị Tây Tạng. Tháng 3 năm 2000, Ủy ban Giáo dục Khu tự trị Tây Tạng được đổi tên thành Sở Giáo dục Khu tự trị Tây Tạng, Ngô Anh Kiệt được bổ nhiệm làm Phó Bí thư tổ Đảng Sở Giáo dục Khu tự trị Tây Tạng, Phó Giám đốc Sở Giáo dục Khu tự trị Tây Tạng. Tháng 5 năm 2000, ông được bổ nhiệm giữ chức Phó Bí thư tổ Đảng Sở Giáo dục Khu tự trị Tây Tạng, Giám đốc Sở Giáo dục Khu tự trị Tây Tạng.
Tháng 1 năm 2003, Ngô Anh Kiệt được bổ nhiệm làm Phó Chủ tịch Chính phủ nhân dân Khu tự trị Tây Tạng. Tháng 6 năm 2005, ông được bổ nhiệm giữ chức Phó Chủ tịch Chính phủ nhân dân Khu tự trị Tây Tạng kiêm Trưởng Ban Tuyên truyền Khu ủy Khu tự trị Tây Tạng. Tháng 7 năm 2005, ông được bầu làm Ủy viên Ban Thường vụ Khu ủy Khu tự trị Tây Tạng kiêm Trưởng Ban Tuyên truyền Khu ủy Khu tự trị, Phó Chủ tịch Chính phủ nhân dân Khu tự trị Tây Tạng. Tháng 10 năm 2006, ông thôi kiêm nhiệm chức vụ Trưởng Ban Tuyên truyền Khu ủy Khu tự trị Tây Tạng. Tháng 11 năm 2006, ông được bổ nhiệm giữ chức Ủy viên Ban Thường vụ Khu ủy Khu tự trị, Phó Chủ tịch Thường trực Chính phủ nhân dân Khu tự trị Tây Tạng.
Tháng 11 năm 2011, ông được bổ nhiệm làm Phó Bí thư Khu ủy Khu tự trị Tây Tạng, Phó Chủ tịch Thường trực Chính phủ nhân dân Khu tự trị Tây Tạng, Viện trưởng Học viện Hành chính Khu tự trị Tây Tạng. Tháng 4 năm 2013, ông được bổ nhiệm làm Phó Bí thư Thường trực Khu ủy Khu tự trị Tây Tạng kiêm Hiệu trưởng Trường Đảng Khu ủy Khu tự trị Tây Tạng.
Ngày 28 tháng 8 năm 2016, Ngô Anh Kiệt được bổ nhiệm giữ chức vụ Bí thư Khu ủy Khu tự trị Tây Tạng, Hiệu trưởng Trường Đảng Khu ủy Khu tự trị Tây Tạng. Tháng 9 năm 2016, ông được bổ nhiệm làm Bí thư Khu ủy Khu tự trị Tây Tạng, Hiệu trưởng Trường Đảng Khu ủy Khu tự trị Tây Tạng kiêm Bí thư thứ nhất Đảng ủy Quân khu Tây Tạng. Tháng 11 năm 2016, ông thôi kiêm nhiệm chức vụ Hiệu trưởng Trường Đảng Khu ủy Khu tự trị Tây Tạng.
Ngày 24 tháng 10 năm 2017, tại phiên bế mạc của Đại hội Đảng Cộng sản Trung Quốc lần thứ XIX, ông được bầu làm Ủy viên Ban Chấp hành Trung ương Đảng Cộng sản Trung Quốc khóa XIX.Tối ngày 16 tháng 6 năm 2024, theo thông báo chính thức của Trung ương Đảng Cộng sản Trung Quốc thì ông Ngô Anh Kiệt bị điều tra do "vi phạm kỷ luật nghiêm trọng" - cụm từ thường được hiểu là vi phạm về chính trị hoặc phạm tội tham nhũng.